# Hữu Lân
Hữu Lân là một xã thuộc huyện Lộc Bình, tỉnh Lạng Sơn, Việt Nam.
Xã Hữu Lân có diện tích 91,26 km², dân số năm 1999 là 2.116 người, mật độ dân số đạt 23 người/km².
Theo thống kê năm 2019, xã Hữu Lân có diện tích 91,26 km², dân số là 2.524 người, mật độ dân số đạt 28 người/km².